# Sabia
Sabia, biljni rod iz porodice Sabiaceae, dio reda Proteales. Pripada mu 26 vrsta u tropskoj i suptropskoj Aziji.
Tipična je vrsta S. lanceolata

## Vrste
1. Sabia burmanica Water
2. Sabia campanulata Wall.
3. Sabia coriacea Rehder & E.H.Wilson
4. Sabia dielsii H.Lév.
5. Sabia discolor Dunn
6. Sabia emarginata Lecomte
7. Sabia erratica Water
8. Sabia falcata L.Chen
9. Sabia fasciculata Lecomte ex L.Chen
10. Sabia japonica Maxim.
11. Sabia javanica (Blume) Backer ex L.Chen
12. Sabia lanceolata Colebr.
13. Sabia limoniacea Wall. ex Hook.f. & Thomson
14. Sabia nervosa Chun ex Y.F.Wu
15. Sabia paniculata Edgew. ex Hook.f. & Thomson
16. Sabia parviflora Wall.
17. Sabia pauciflora Blume
18. Sabia purpurea Hook.f. & Thomson
19. Sabia racemosa L.Chen
20. Sabia schumanniana Diels
21. Sabia sumatrana Blume
22. Sabia swinhoei Hemsl.
23. Sabia tomentosa Hook.f.
24. Sabia transarisanensis Hayata
25. Sabia wardii W.W.Sm.
26. Sabia yunnanensis Franch.